# Balog de Manko Bück

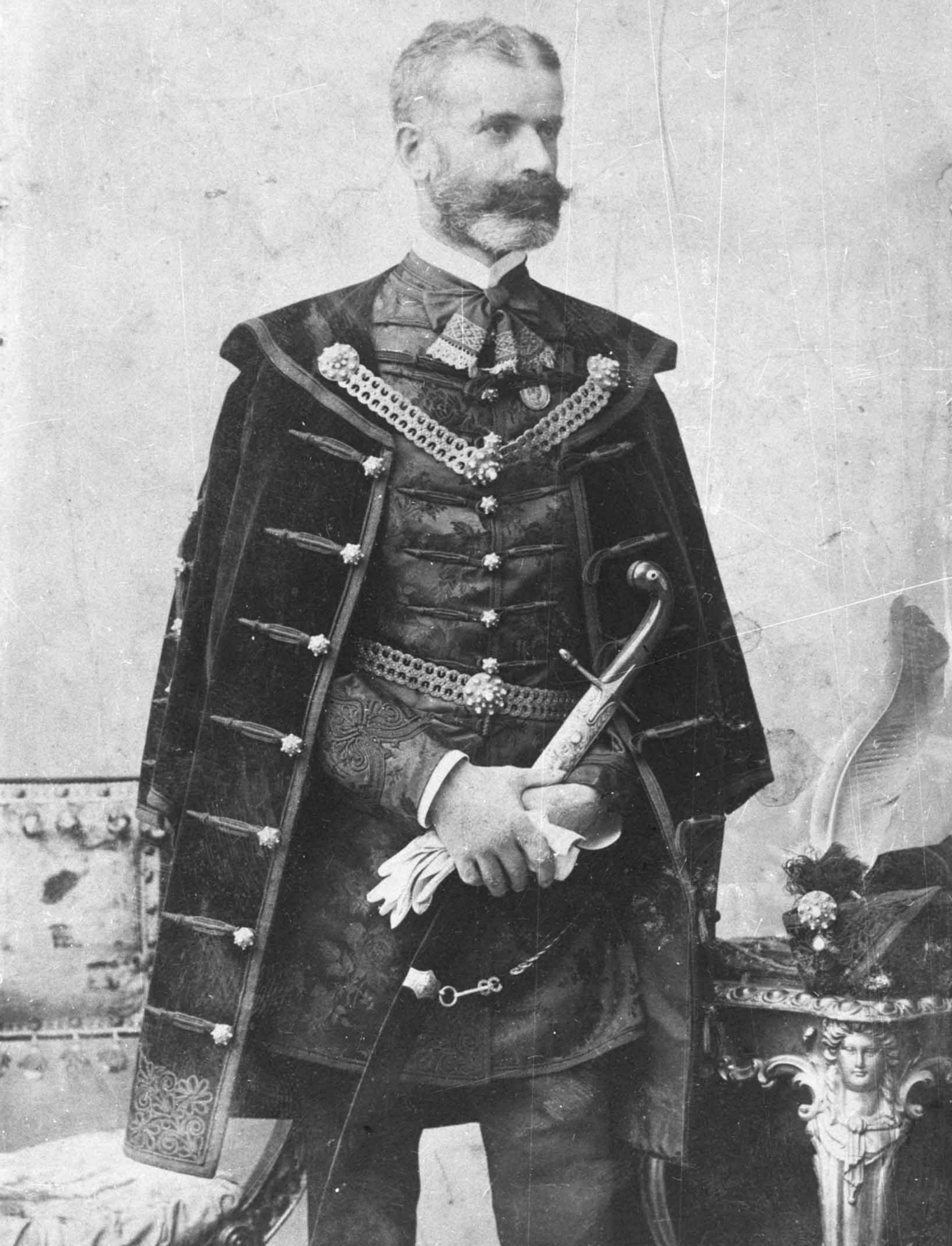

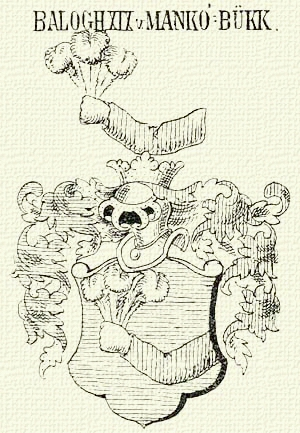
Balogh v. Mankó Bük Stammwappen (Siebm. Wappenbuch)

Die Balogh de Mankó Bük / Balog von Mankobück, auf Ungarisch Mankóbüki Balogh, waren eine adelige Familie der Habsburgermonarchie, aus dem westungarischen Komitat von Ödenburg/Sopron stammend, deren Anwesenheit in Bük (Alsóbük, Mankóbük) seit 1552 urkundlich belegt ist.
Die Familie v. Mankobük hat ihren Ursprung in der Habsburgischen Regierung über Ungarn zu Zeiten der Österreichischen Türkenkriege.

## Herkunft und Geschichte
Die erste urkundliche Erwähnung einer Familie Manko Bück ist als “Monko de Byky” 1351 zu finden. 1451 wird ein Johannes Manko de Byk genannt. Die lückenlose Stammreihe reicht bis den Brüdern Lörinez (1618) und János (1629) zurück, obwohl bereits 1556 der Jurist Gáspar Balogh de Mankóbük in Bük dokumentiert wurde, und wurde 1911 in Budapest veröffentlicht.

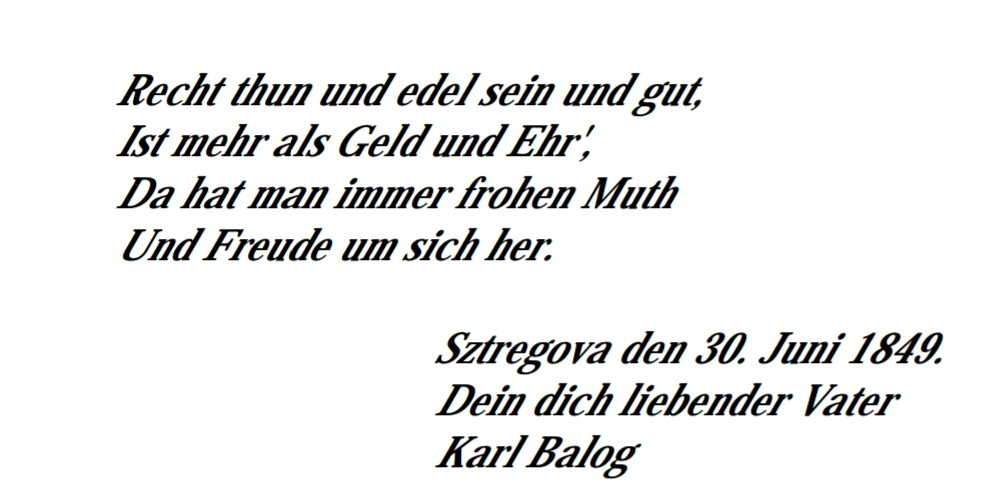
Balog de Manko Bück

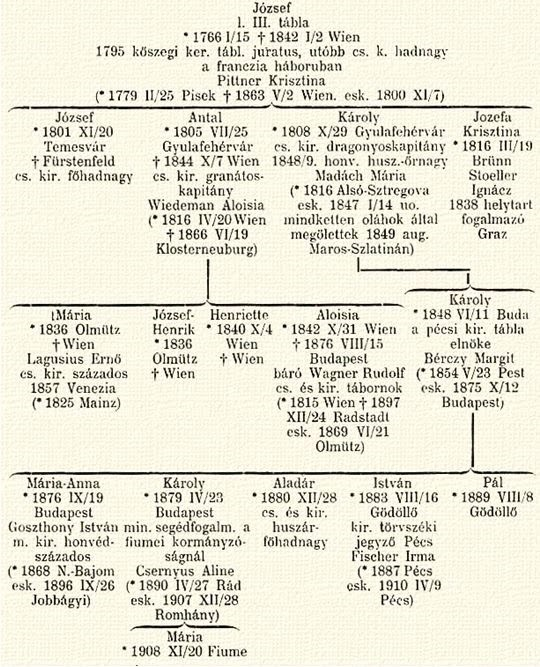
Teil des Stammbaums der Familie Balog de Manko Bück. (Nach 1800)

Der Kapitän Josef Balog de Mankó-Bük (1766–1842) wurde 1795 in Köszeg/Güns, damals Sitz der Komitatsverwaltung und mehrheitlich deutschsprachig, als Jurist stationiert. Er arbeitete für die „Kőszegi Kerületi Táblanak“, eine in 1724 gegründete Institution, die adeligen Besitz und Erbschaften wirtschaftlich regulierte.
Josef Balog de Mankó-Bük diente in der Kaiserlichen Österreichischen Armee während die Napoleonischen Kriegen und starb 1842 in Wien.
Ein Teil des Geschlechts verließ Deutsch-Westungarn Anfang des 19. Jahrhunderts und war innerhalb der Kronländer des Kaisertums Österreichs relativ beweglich, z. B. in Temeswar und Karlsburg in Siebenbürgen (heutiges Rumänien) oder Brünn und Olmütz in Mähren (heutige Tschechische Republik).
Die Familie wurde gegen 1837 in Wien und um 1848 auch in Budapest, über den Zerfall der Doppelmonarchie hinaus, ansässig.
Die meisten Mitglieder der Familie dienten als Militär in der Österreichischen Kaiserlichen Armee und der Österreichisch-Ungarischen Armee, waren Rechtswissenschaftler oder später auch im Staats- und Kulturbereich tätig.
Zur Zeiten der Habsburgermonarchie war Deutsch die gemeinsame offizielle Staatssprache und nach dem Österreichisch-Ungarischen Ausgleich von 1867 mit Ungarisch gleichberechtigt. Latein wurde aber jahrhundertelang als Amtssprache im ungarischen Teil der Monarchie verwendet.
Der Familienzweig, der sich nach dem Zweiten Weltkrieg in Frankreich niederließ, machte Französisch zu seiner Muttersprache.
1847 entstand durch Heirat eine direkte familiäre Verbindung zu dem berühmten Schriftsteller, Politiker und Adeligen Imre Madách de Sztregova et Kelecsény.

## Wappen
Stammwappen
Das Stammwappen zeigt in blauem Schild einen roten Arm, der drei weiße Straußenfedern hält, die Helmzier ist identisch (Arm mit Federn). Die Helmdecken sind silber-rot und gold-blau.
Wappen von 1913
Das Wappen von 1913 hat ein schräglinks geteiltes Schild, unten in grün ein roter Arm mit einem gekrümmten Säbel, oben in rot die drei weißen Straußenfedern, Helmzier sind die drei Federn (wie im Schild). Die Helmdecken sind wie im Stammwappen. Das Wappen ist in dem 1913 in Budapest veröffentlichten Werk Liber Armorum Hungariae, vom Österreichisch-Ungarischen Außenminister Graf Andrassy erfasst, zu finden.

## Schloss Mesterházy

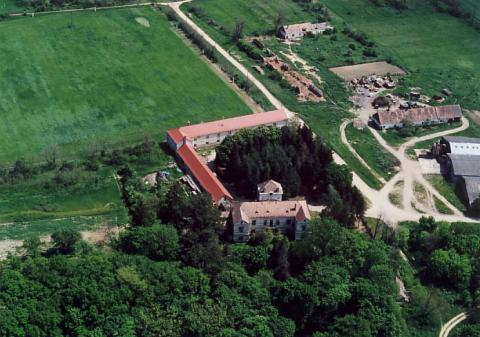
Mesterházy kastély

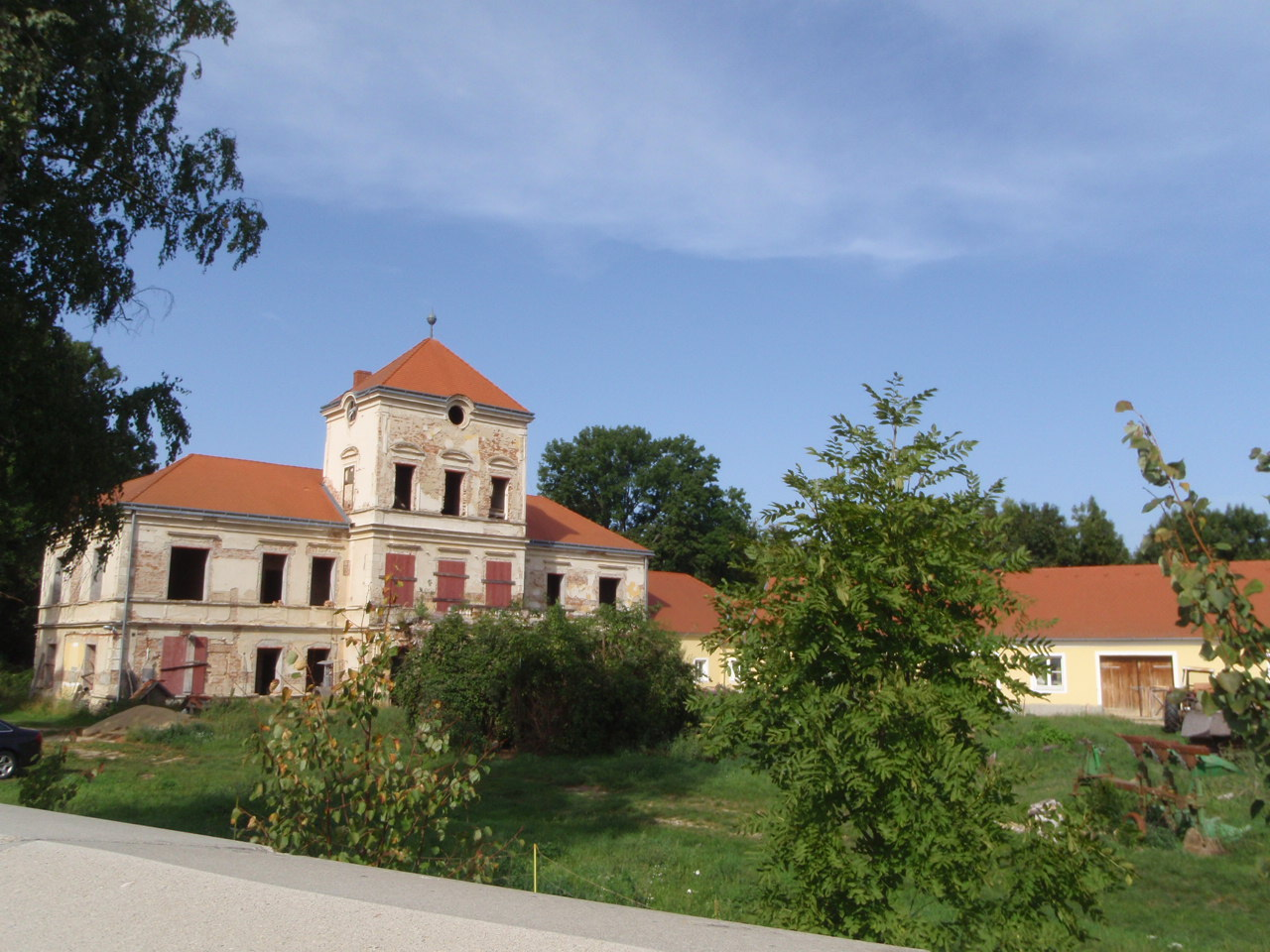
Schloss Mesterházy

Das Schloss Mesterházy liegt in der westungarischen Gemeinde von Csehimindszent im Eisenburger Komitat (heute Komitat Vas). Es gehörte von 1915 bis zu dessen Enteignung im Jahr 1945 Aladár Balogh de Manko Bük.
Das Schloss wurde ursprünglich von den kroatischen Grafen von Festetics de Tolna (ungarische Fürsten seit 1911) um 1782 gebaut.
Das Anwesen wurde 1839 von der Adelsfamilie Zalabéri Horváth erworben und an die Familie Mesterházy 1871 weiterverkauft. Die Witwe von Gyula Mesterházy (1869–1914) gab es an ihren zweiten Ehemann, Aladár Balogh de Manko Bük, weiter.
Schloss Mesterházy wurde 1929 renoviert und von der ungarischen Regierung 1945 enteignet. Es wurde in den folgenden Jahrzehnten für staatliche und öffentliche Zwecke verwendet.

## Anton Balog de Manko-Bük
In Karlsburg/Ala Iulia (25. Juli 1805), damals Teil Siebenbürgens, im Österreichischen Kaisertum (heute Rumänien) geboren.
Er besuchte um 1817 die Theresianische Militärakademie in Wiener Neustadt als Offizierausbildung. Ab dem 21. Oktober 1825 wurde er Fähnrich im Ungarischen k.k. Regiment Erzherzog Albrecht n.44 und wurde 1830 Lieutenant, 1834 Oberleutnant und 1836 Hauptmann.
Hauptmann v. Manko-Bük war Adjutant „Seiner Exzellenz“ Feldmarschall-Leutnant Baron Lauer.
Er heiratete Aloysia Widemann (Wien 1816 – Klosterneuburg 1866), Tochter eines Hauptmann-Auditors. Anton (ung. Antal) starb 1844 in Wien.

## Aloysia Balog de Manko-Bück
Sie wurde 1842 in Wien geboren und starb 1876 in Budapest. 1869 heiratete Aloysia in Olmütz den Generalmajor Rudolf Freiherr Wagner von Wehrborn (Wien 1815 – Radstadt 1897), Ritter des Militär-Maria-Theresien-Ordens.
Direkte Nachkommen dieser Ehe sind Mitglieder der deutschen Fürstenhäuser von Lippe-Weißenfeld und Schleswig-Holstein-Sonderburg-Glücksburg.

## Karl Balog de Mánko-Bük

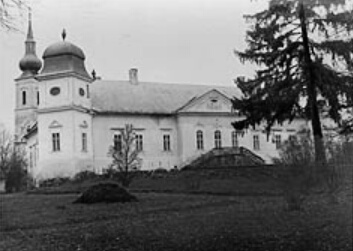
Schloss Madách in Alsósztregova, Slowakei

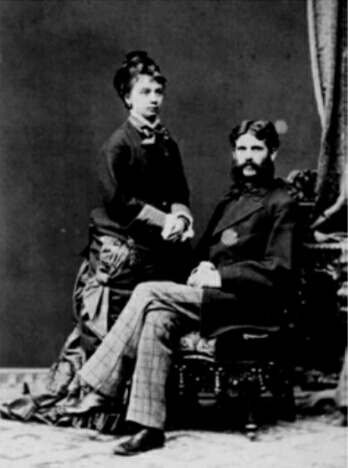
Karl Balog v. Mankobück samt Gattin Margit Bérczy de Gyarmat

Karl / Károly wurde 1848 in Buda geboren und 1920 in Pécs gestorben. Er war Richter, Ritter der Orden der Eisernen Krone und Präsident des Königlichen Gerichtshofs von Pécs (Tabula Regia lat. oder Király Táblain ungar.).
Er war der Sohn von Hauptmann Karl Balog de Mánko-Bük (1808–1849), k.k. Dragoner in der Kavallerie der Österreichischen Kaiserlichen Armee, und Mária Madách de Sztregova et Kelecsény (1816–1849).

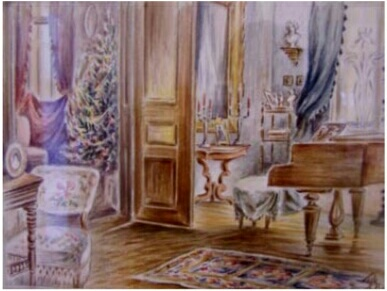
Mádachs zu Hause in Budapest im Stil des Biedermeiers, von Karl Balog gemalt

Der Vater wurde in Siebenburgen, während der Ungarischen Revolution von 1848, in einer Schlacht zu Temeswar schwer verletzt. Deswegen reiste seine Gattin, Mária Madách samt Kindern, zu ihm, um ihm bei der Rückkehr nach Hause zu assistieren. Karl Balog de Manko Bük wurde aber in Schloss Madách (heutige Slowakei) bei der mütterlichen Familie aufgrund seines jungen Alters zurückgelassen.
Karl wurde im Sommer 1849 zum Waisenkind, als seine unmittelbare Familie auf der Reise zurück aus Siebenbürgen von bewaffneten rumänischen Bauern ermordet wurde.
Karl wurde folglich auf Schloss Madách von seinem Onkel, der bekannte Schriftsteller, Imre Madách de Sztregova et Kelecsény, als eigener Sohn aufgezogen. Spuren dieser gemeinsamen Familiengeschichte sind im Slowakischen Nationalmuseum zu finden, da die Abteilung der Ungarischen Kultur in der Slowakei teilweise in Schloss Madách liegt. In Budapest sind zusätzlich eine Straße und ein Platz, direkt an der Budapester Ringstrasse, sowohl als ein Theater, nach Imre Madách benannt.
Er studierte Rechtswissenschaften in Pressburg/Bratislava und arbeitete für das Justizministerium.
Er diente während der Österreichisch-Ungarischen Besatzung von Bosnien und Herzegowina 1878 und fertigte die Krieg-Bilder-Skizzen aus dem Bosnisch-Herzegovinischen Occupations-Feldzug, 1878 von der Marschlinie Brod, Sarajevo, Visegrad bis an den Limm in Wien (1879) die in der k.k. Geologischen Reichsanstalt zu finden sind.
Er heiratete 1875 in Budapest mit Margaret Bérczy de Gyarmat, Tochter von Károly Bérczy de Gyarmat. 1912, im Alter von 64 Jahren, schrieb er seine Kindheitsmemoiren „Gyermekkorom emlékei“.
1914 wurde Karl Balog von Mankobück für sein lebenslanges Engagement als Jurist und Richter in Pécs mit dem Kaiserlichen Orden der Eisernen Krone II. Klasse ausgezeichnet.

## Karl Balogh de Mankobük

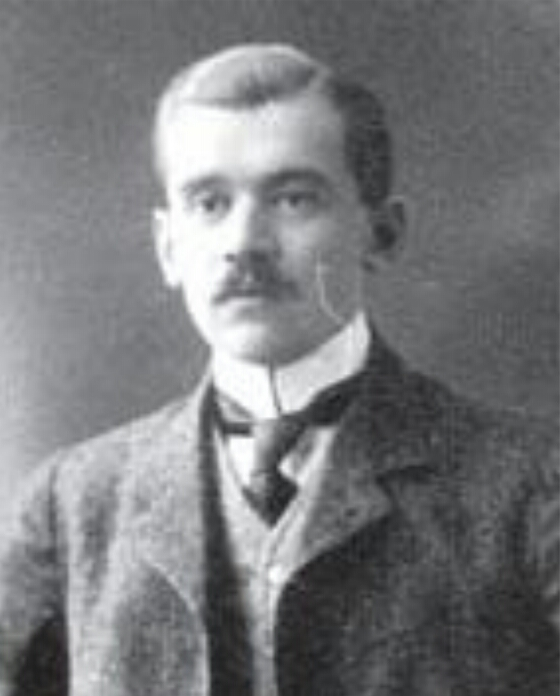
Károly Balogh de Mankobück

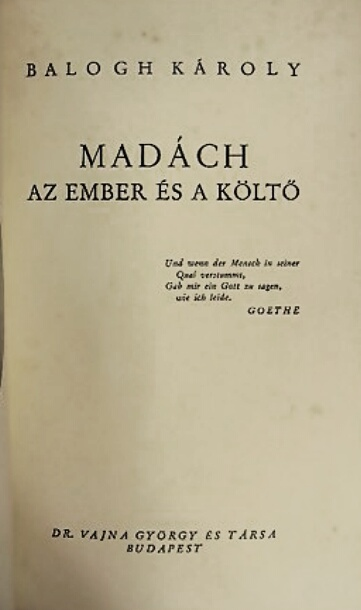
Károly Balogh über Imre Madách

Károly war Berater im Ungarischen Innenministerium, Übersetzer für die Ungarische Regierung und Literaturhistoriker. Zur Zeiten der Österreich-Ungarischen Monarchie war er Richter und Regierungsmitglied der Hafenstadt Fiume (heute Kroatien) bis zum Ersten Weltkrieg.
Károly wurde 1879 in Budapest geboren und starb 1944 in Balassagyarmat. Er war der älteste Sohn von Karl Balog de Mánko-Bük und Margaret Bérczy und heiratete mit Aline Csernyus de Kökeszi.
Er war Richter in der Gegend von Szecseny und Balassagyarmat von 1903 bis 1907 und seit 1907 Ministerial-Konzipist im Kön. Ung. Gobernium in Fiume.
Nach dem Zerfall der Habsburgermonarchie ließ er sich zwischen 1923 und 1934 in Pécs nieder, wo er in der Universität von Pécs forschte. Später wurde er Direktor der Übersetzungsabteilung im Ungarischen Innenministerium in Budapest mit Rang eines Ministerialberaters.
Er war Mitglied der literarischen Gesellschaft Kisfauldy seit 1942 und war in Geschichte der Römischen Antike und Mittelalterliche Deutsche Poesie spezialisiert. Außerdem veröffentlichte er einige Werke über die literarische Figur seines Ur-Onkels Imre Madách. Er schrieb für die deutschsprachige Zeitung Pester Lloyd und wurde nach seinem Tod im Jahr 1989 von der Stadt Balassagyarmat mit dem Horváth Endre Preis ausgezeichnet.

## Aladár Balog de Mankobük

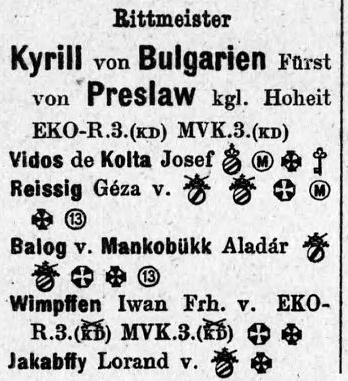
Balog v. Mankobükk (Husaren-Regiment Nr. 11) 1918

Aladár wurde 1880 in Budapest geboren als Sohn von Karl Balog de Mánko-Bük und Margaret Bérczy. Er diente im 11. Husaren-Regiment seit 1898, war Oberleutnant seit 1906 und Rittmeister seit 1914.
Er diente in der Österreichisch-Ungarischen Armee neben Fürst Kyrill von Bulgarien und Major Boris Kronprinz von Bulgarien bis 1918. Er kämpfte nicht nur während des ganzen Ersten Weltkriegs, sondern auch in den Balkankriege von 1912 und 1913.
1915 heiratete er Angela Nagy, die Witwe des verstorbenen Gyula Mesterházy.

## Paul Balogh de Mankobük
Paul (Ung. Pál) wurde 1889 in Gödöllö geboren und studierte Politikwissenschaften in der Universität Budapest, um später im Finanzbereich von 1924 bis 1934 tätig zu sein.
1934 wurde er im ungarischen Verteidigungsministerium tätig, wo er sich um Kriegswaisenkinder, Kinderschutz und Sozialversicherung kümmerte. 1945 wurde er zum Ministerium für Soziales übersiedelt, wo er zum Direktor der Kriegs-Abteilung wurde. 1949 verließ er das Ministerium für Soziales mit dem Rang von „HM Ministerrat“ (Ung. HM miniszteri osztálytanácsos), also Ministerialberater.
Da er keine Pension empfing, blieb Mankobük nach 1949 im Privatsektor tätig, nämlich im Versicherungsgeschäft. Zuerst war er bei der französischen Versicherung im Palais Foncia in der Andrássy-Straße und später bei der staatlichen Versicherungsanstalt.
Er war Mitglied der patriotischen Gesellschaft „Ungarische Bruderschaft“ (Magyar Közösség). Die Gesellschaft funktionierte ähnlich wie die der Freimaurer, aber mit einem klaren ungarischen Irredentismus (durch den Ersten Weltkrieg verlorene ungarische Gebiete) und dessen Ziel es war, durch Mitglieder in relevanten Führungspositionen sein Netzwerk zu erweitern.
Im Sommer von 1951 entschied sich die damalige kommunistische Regierung Ungarns, die „unerwünschten Personen“ aus Budapest zu vertreiben. Die Wohnung der Familie, im Budapester Zugló Bezirk, wurde vom Staat enteignet. Mankobük wurde, samt Ehefrau und Tochter, als „kulak“ oder Feind der Demokratie in die ferne Gemeinde von Gyulaháza vertrieben, die sie nur unter polizeilicher Genehmigung verlassen durften.

## Weitere nennenswerte Personen
- Lajos Balogh mankóbüki (1812–1850): Evangelischer Priester
- István Balogh Mankóbük (Gödöllő, 1883): Anwalt und Akademiker in Pécs
- Paul und Claire Balogh de Manko-Bük: 1958 Gründer des internationalen französischen Unternehmens Balogh-RFID mit Sitz in Paris. Seit 2016 Teil der schwedischen Unternehmensgruppe „TagMaster“ und von Etienne Balogh de Manko-Bük verkauft
- Lajos Balogh (Bük, 1933): Ungarischer Linguist und Universitätsprofessor an der Eötvös-Loránd-Universität Budapest. 1977 Bálint Csűry Preis und 2006 Dezső Pais Preis
- Charles Balogh de Manko-Bük (Paris, 1957): Französischer Chirurg in Grenoble